# کریستین نیلسن (قایقران قایق بادبانی)
کریستین نیلسن (دانمارکی: Christian Nielsen; ۷ آوریل ۱۸۷۳ – ۷ نوامبر ۱۹۵۲) قایقران قایق بادبانی اهل دانمارک بود.